# 価値自由
価値自由（かちじゆう）は、マックス・ヴェーバーが提唱した、価値評価無強制姿勢による社会科学の方法論。
マックス・ヴェーバーは、何かを認識する場合には、善悪や美醜といった価値判断と、何が事実かという事実判断を峻別し、社会科学では事実判断をもって仕事とするべきとする原則を提起した。しかし、認識から価値判断を完全に除去することは容易ではないため、ヴェーバーは、事実判断を行う「私」自身が捕らわれている価値の根本を探りだすことで、「価値からの自由」を得ることが可能になると述べた。
たとえば、ある社会で「当たり前」とされる社会認識は、「誰にとっての」当たり前かを考察する事によってその社会認識に存在する盲点が明らかになり、そこから「当たり前」が作られるメカニズムの考察が可能になる。このように、価値自由の原則では、対象化と自己分析的な事実認識を行う事で、観察者自身が陥りそうな偏見を予期することが可能となり、冷静な事実判断が可能になる。
ある個人が社会についてもっともらしい発言をする場合、価値観や逃避的心情によって都合良く自己正当化してしまいがちであり、言葉の担い手の利害関係や生活歴と無関係ではない。カール・マンハイムは言葉が言葉を発する人の社会的位置に規定されることを存在拘束性と呼んだ。価値からの自由は簡単では無く、意識的に価値自由の原則に則って「私」や「私たち」を自己分析したとしても、存在拘束性の影響を免れることは難しい。